# 1267 км (платформа)
Платформа 1267 км — пасажирський залізничний зупинний пункт Запорізької дирекції Придніпровської залізниці на  електрифікованій лінії Федорівка — Джанкой між станціями Якимівка (21 км) та Сокологірне (5 км). Розташований біля села Дружба Мелітопольського району Запорізької області.

## Історія
У 1970 році лінію, на якій розташований зупинний пункт, електрифіковано постійним струмом (=3 кВ) в складі дільниці Мелітополь — Сімферополь.

## Пасажирське сполучення
До повномасштабного російського вторгнення в Україну (з 2022) на зупинному пункті Платформа 1267 км зупинялися приміські електропоїзди напрямку Запоріжжя — Новоолексіївка —  Сиваш.